# Convorbiri în jurul mesei
Convorbiri în jurul mesei (în germană: Hitlers Tischgespräche) reprezintă o colecție de conversații particulare și declarații ale lui Adolf Hitler, făcute de obicei în timp ce lua masa de prânz împreună cu alți lideri naziști. Cea mai mare parte (iulie 1941 - martie 1942) a fost înregistrată de Heinrich Heim, la îndemnul lui Martin Bormann, care a stenografiat convorbirile pe un bloc-notes ascuns sub masă, pe genunchi, pentru a nu tăia elanul vorbitorilor. În perioada 21 martie 1942 - 31 iulie 1942 notele au fost stenografiate de Henry Picker. După război, Henry Picker și-a publicat notele sale, iar cele ale lui Bormann au fost publicate separat, de către François Genoud.
„Să îi examinăm realizările. Fiul unui mic funcționar austriac, cu o educație precară, un șomer neurotic rătăcitor prin mahalele Vienei, apare în Germania ca un străin și, în cea mai neagră perioadă a acesteia, declară că poporul german poate, fără ajutor și împotriva dorinței învingătorilor lui, nu numai să-și recapete teritoriile pierdute, dar și să cucerească Europa. În plus, declară că el va fi acela care va realiza acest miracol. Douăzeci de ani mai târziu a fost atât de aproape de a reuși încât restul lumii a considerat un miracol faptul că a reușit să-i reziste.
Astfel, dacă vrem să-i descoperim mintea, trebuie să penetrăm dincolo de cortina groasă a evidențelor superficiale, și să mergem direct la conversațiile particulare, "discuțiile în jurul mesei".”
(Fragment din introducerea scrisă de istoricul englez Hugh Trevor-Roper).